# Rodrigo Echeverría
Rodrigo Eduardo Echeverría Sáez (* 17. April 1995 in Santiago de Chile) ist ein chilenischer Fußballspieler. Der Abwehrspieler, der auch Eche genannt wird, spielt seit 2020 in der chilenischen Nationalmannschaft.

## Karriere

### Verein
Rodrigo Echeverría wurde in der Jugend der Universidad de Chile ausgebildet und kam im September 2012 beim Spiel in der Copa Chile gegen die Santiago Wanderers zu seinem Profidebüt. In diesem Jahr gewann er mit La U den Titel der Copa Chile. 2014 wurde er nach guten Leistungen in der U-19 in die Profimannschaft befördert. Er wurde in den unteren Divisionen der Universidad de Chile ausgebildet und debütierte am 9. September 2012 in der ersten säkularen Mannschaft, als er in der 74. Minute beim 2:2-Unentschieden gegen die Santiago Wanderers ins Spiel kam – ein Einsatz, der für die Copa Chile in diesem Jahr gültig war. Später stach er in der U-19-Kategorie heraus und wurde 2014 endgültig in die erste Mannschaft befördert. Da er keine konstanten Leistungen brachte, wurde er 2015 an Deportes Iberia verliehen. Bei Iberia konnte er überzeugen und erzielte in 31 Spielen sieben Tore in der Primera B.
2016 wurde Echeverría erneut verliehen, diesmal an Everton. Dort spielte er erneut eine gute Saison, kehrte aber aufgrund des laufenden Vertrages zu La U zurück. Im Dezember 2019 gab er seine Rückkehr nach Viña del Mar für die neue Saison bekannt. Im August 2023 wechselte er auf Leihbasis zum argentinischen Klub CA Huracán, der im Anschluss an die Leihe seine Kaufoption zog. Im Januar 2025 gab der mexikanische Verein Club León die Verpflichtung Echeverrías bekannt.

### Nationalmannschaft
Im Januar 2015 spielte Rodrigo Echeverría für die U-20-Nationalmannschaft bei der U-20-Fußball-Südamerikameisterschaft in Uruguay. Chile schied nach nur einem Sieg in vier Spielen als Vorrundenletzter aus dem Turnier aus, obwohl der Verteidiger zwei Tore erzielte.
Sein Länderspieldebüt für die A-Nationalmannschaft gab Echeverría im November 2020, als er beim 2:0-Sieg im Qualifikationsspiel zur Fußball-Weltmeisterschaft 2022 gegen Peru in der 70. Spielminute für César Pinares eingewechselt wurde.  In seinem zweiten Länderspiel, fast drei Jahre nach dem Debüt, erzielte Eche im Freundschaftsspiel gegen Kuba seinen ersten Länderspieltreffer.

## Erfolge
Universidad de Chile
- Chilenischer Pokalsieger: 2012/13